# باچکو دوبرو پویه
باچکو دوبرو پویه (به صربی: Bačko Dobro Polje) یک روستا در صربستان است که در ورباس، صربستان واقع شده‌است. باچکو دوبرو پویه ۳٬۹۲۹ نفر جمعیت دارد.